# Canton de Cluny
Le canton de Cluny est une circonscription électorale française située dans le département de Saône-et-Loire et la région Bourgogne-Franche-Comté.

## Géographie
Ce canton est organisé autour de Cluny dans les arrondissements de Chalon-sur-Saône, de Charolles et de Mâcon. 

## Histoire
Par décret du 18 février 2014, le nombre de cantons du département est divisé par deux, avec mise en application aux élections départementales de mars 2015. Le canton de Cluny est conservé et s'agrandit. Il passe de 24 à 52 communes.

## Représentation

### Conseillers généraux de 1833 à 2015
| Période | Période          | Identité                                                       | Étiquette       | Qualité |
| ------- | ---------------- | -------------------------------------------------------------- | --------------- | --- |
| 1833    | 1848             | Jean-Baptiste Bruys                                            | Constitutionnel | Propriétaire, maire de Cluny                                                                                 |
| 1848    | 1870             | Pierre Nicolas Aucaigne de Sainte-Croix (1803-1872)            |                 | Ancien commandant de la Garde nationale Propriétaire, maire de Cluny                                         |
| 1870    | 1871             | Barthélemy Delorme                                             |                 | Ancien notaire à Cluny                                                                                       |
| 1871    | 1873 (décès)     | Jean Robert Frédéric Lagandré                                  |                 | Médecin à Salornay-sur-Guye                                                                                  |
| 1873    | 1885 (démission) | Guillaume Margue                                               | Républicain     | Avocat, ancien secrétaire d'Alexandre Dumas Député (1876-1885) Propriétaire à Salornay-sur-Guye              |
| 1886    | 1892 (décès)     | Pierre Garguet                                                 |                 | Maître serrurier, maire de Cluny                                                                             |
| 1892    | 1925             | Julien Simyan                                                  | Rad.            | Docteur en médecine Maire de Cluny Député (1885-1889, 1898-1921) Sénateur (1921-1926) Sous-secrétaire d'État |
| 1925    | 1940             | Albert Reboux (1876-1944)                                      | Rad.            | Propriétaire-cultivateur Maire de La Vineuse                                                                 |
| 1940    | 1945             | Conseillers départementaux nommés par le gouvernement de Vichy |                 | |
|         |                  |                                                                |                 | |
| 1945    | 1949             | Claude Dauxois                                                 | PCF             | Cultivateur Maire de Salornay-sur-Guye (1945-1965)                                                           |
| 1949    | 1955             | Marcel Gobet                                                   | RPF puis DVD    | Marchand de matériaux de construction Maire de Cluny du 26 août 1944 à 1947 puis 1er adjoint jusqu'en 1953   |
| 1955    | 1992             | Charles Pleindoux                                              | Rad. puis DVD   | Docteur en médecine Président du Conseil Général (1982-1985) Maire de Cluny (1947-1965)                      |
| 1992    | 2004             | Robert Rolland                                                 | UDF puis UMP    | Ingénieur Maire de Cluny (1989-2008) Suppléant du député Gérard Voisin                                       |
| 2004    | 2015             | Jean-Luc Fonteray                                              | PS              | Cadre à France-Télécom Maire de Salornay-sur-Guye (1995-2020)                                                |

### Conseillers d'arrondissement (de 1833 à 1940)
| Période                                  | Période          | Identité                                   | Étiquette           | Qualité |
| ---------------------------------------- | ---------------- | ------------------------------------------ | ------------------- | --- |
| 1833                                     | 1842             | Auguste Belost (1789-1863)                 |                     | Maire de Lournand                                                                                           |
| 1842                                     | 1848             | Louis Ochier (1785-1860)                   |                     | Médecin-chef de l'hospice, propriétaire à Massy, adjoint au maire de Cluny                                  |
| 1848                                     | 1852             | Alfred Simyan (1811-1884)                  |                     | Médecin à Cluny                                                                                             |
| 1852                                     | 1855             | M. Charton                                 |                     | Adjoint au maire de Cluny                                                                                   |
| 1855                                     | 1863 (décès)     | Auguste Belost                             |                     | Maire de Lournand                                                                                           |
| 1863                                     | 1870             | Félix Étienne des Chizeaulx (1809-1887)    |                     | Inspecteur général des haras, maire de Curtil-sous-Buffières                                                |
| 1870                                     | 1871             | Achille Henri Bruys des Gardes (1833-1908) |                     | Inspecteur des Eaux et Forêts, propriétaire du château de Charly à Mazille                                  |
| 1871                                     | 1874             | Benoit Chachuat                            |                     | Notaire à Cluny, propriétaire à Saint-Gengoux-le-Royal                                                      |
| 1874                                     | 18..             | M. Thomas                                  | Conservateur        | |
| 18..                                     | 1881 (démission) | Félix Pignal                               | Républicain         | Maire de Cluny (1881)                                                                                       |
| 1881                                     | 1886             | Félix Pignal                               | Républicain         | Maire de Cluny (1881)                                                                                       |
| 1886                                     | 1898             | Pierre Ducloux                             | Républicain         | Suppléant du juge de paix à Cluny                                                                           |
| 1898                                     | 1910             | Jean Tranchant                             | Républicain radical | Cultivateur, maire de Saint-Vincent-des-Prés                                                                |
| 1910                                     | 1928             | François Sœur (1859-1945)                  | Républicain modéré  | Rentier, maire de Cluny                                                                                     |
| 1928                                     | 1940             | M. Parriaud                                | Radical             | Maire de Bergesserin                                                                                        |
| 1940                                     |                  |                                            |                     | Les conseils d'arrondissement ont été suspendus par la loi du 12 octobre 1940 et n'ont jamais été réactivés |
| Les données manquantes sont à compléter. |                  |                                            |                     | |

### Représentation à partir de 2015
| Période élective | Période élective | Mandat | Mandat   | Identité          | Nuance | Nuance | Qualité |
| ---------------- | ---------------- | ------ | -------- | ----------------- | ------ | ------ | --- |
| 2015             | 2021             | 2015   | 2021     | Jean-Luc Fonteray |        | PS     | Cadre à France-Télécom Maire de Salornay-sur-Guye (1995-2020) Ancien conseiller général (2004-2015) Président de la commission finances |
| 2015             | 2021             | 2015   | 2021     | Élisabeth Lémonon |        | PS     | Employée Conseillère municipale de Cluny, adjointe à la maire depuis 2020                                                               |
| 2021             | 2028             | 2021   | en cours | Jean-Luc Fonteray |        | PS     | Conseiller sortant |
| 2021             | 2028             | 2021   | en cours | Élisabeth Lemonon |        | PS     | Conseillère sortante |

### Résultats détaillés

#### Élections de mars 2015
Lors des élections départementales de 2015, le binôme composé de Jean-Luc Fonteray et Élisabeth Lemonon (Union de la Gauche) est élu au premier tour avec 51,98 % des suffrages exprimés, devant le binôme composé de Jean-Pierre Maurice et Véronique Petit-Soares (Union de la Droite) (26,64 %). Le taux de participation est de 56,43 % (6 689 votants sur 11 854 inscrits) contre 50,75 % au niveau départemental et 50,17 % au niveau national.

#### Élections de juin 2021
Le premier tour des élections départementales de 2021 est marqué par un très faible taux de participation (33,26 % au niveau national). Dans le canton de Cluny, ce taux de participation est de 41,92 % (4 960 votants sur 11 832 inscrits) contre 32,7 % au niveau départemental. À l'issue de ce premier tour, deux binômes sont en ballottage : Jean-Luc Fonteray et Élisabeth Lemonon (DVG, 60,17 %) et Julien Deniboire et Sophie Lagrost (Divers, 26,24 %).
Le second tour des élections est marqué une nouvelle fois par une abstention massive équivalente au premier tour. Les taux de participation sont de 34,36 % au niveau national, 33,9 % dans le département et 42,82 % dans le canton de Cluny. Jean-Luc Fonteray et Élisabeth Lemonon (DVG) sont élus avec 67,05 % des suffrages exprimés (3 221 voix pour 5 066 votants et 11 832 inscrits),,. 

## Composition

### Composition avant 2015
Le canton de Cluny regroupait 24 communes.
| Nom                    | Code Insee | Codepostal | Superficie (km2) | Population (dernière pop. légale) | Densité (hab./km2) |
| ---------------------- | ---------- | ---------- | ---------------- | --------------------------------- | ------------------ |
| Cluny (chef-lieu)      | 71137      | 71250      | 23,71            | 4 712 (2012)                      | 199                |
| Bergesserin            | 71030      | 71250      | 7,22             | 240 (2012)                        | 33                 |
| Berzé-le-Châtel        | 71031      | 71960      | 5,53             | 53 (2012)                         | 9,6                |
| Blanot                 | 71039      | 71250      | 11,52            | 156 (2012)                        | 14                 |
| Bray                   | 71057      | 71250      | 9,89             | 122 (2012)                        | 12                 |
| Buffières              | 71065      | 71250      | 12,13            | 259 (2012)                        | 21                 |
| Château                | 71112      | 71250      | 14,04            | 277 (2012)                        | 20                 |
| Chérizet               | 71125      | 71250      | 2,88             | 33 (2012)                         | 11                 |
| Cortambert             | 71146      | 71250      | 16,02            | 216 (2012)                        | 13                 |
| Curtil-sous-Buffières  | 71163      | 71520      | 5,24             | 81 (2012)                         | 15                 |
| Donzy-le-National      | 71180      | 71250      | 10,28            | 199 (2012)                        | 19                 |
| Donzy-le-Pertuis       | 71181      | 71250      | 6,11             | 152 (2012)                        | 25                 |
| Flagy                  | 71199      | 71250      | 8,38             | 181 (2012)                        | 22                 |
| Jalogny                | 71240      | 71250      | 10,15            | 340 (2012)                        | 33                 |
| Lournand               | 71264      | 71250      | 11,22            | 323 (2012)                        | 29                 |
| Massilly               | 71287      | 71250      | 5,44             | 366 (2012)                        | 67                 |
| Massy                  | 71288      | 71250      | 5,07             | 64 (2012)                         | 13                 |
| Mazille                | 71290      | 71250      | 9,48             | 398 (2012)                        | 42                 |
| Saint-André-le-Désert  | 71387      | 71220      | 17,87            | 269 (2012)                        | 15                 |
| Sainte-Cécile          | 71397      | 71250      | 7,26             | 286 (2012)                        | 39                 |
| Saint-Vincent-des-Prés | 71488      | 71250      | 6,30             | 115 (2012)                        | 18                 |
| Salornay-sur-Guye      | 71495      | 71250      | 11,02            | 845 (2012)                        | 77                 |
| La Vineuse             | 71582      | 71250      | 15,75            | 291 (2012)                        | 18                 |
| Vitry-lès-Cluny        | 71587      | 71250      | 4,71             | 73 (2012)                         | 15                 |

### Composition depuis 2015
Lors du redécoupage de 2014, le canton de Cluny comprenait 52 communes entières.
À la suite de la création de la commune nouvelle de La Vineuse sur Fregande au 1er janvier 2017, le canton comprend désormais quarante-neuf communes entières.
À la suite de la fusion, au 1er janvier 2023, de Bonnay et de Saint-Ythaire pour former la commune de Bonnay-Saint-Ythaire, le nombre de communes descend à 48.
| Nom                           | Code Insee | Intercommunalité         | Superficie (km2) | Population (dernière pop. légale) | Densité (hab./km2) | Modifier                                    |
| ----------------------------- | ---------- | ------------------------ | ---------------- | --------------------------------- | ------------------ | ------------------------------------------- |
| Cluny (bureau centralisateur) | 71137      | CC du Clunisois          | 23,71            | 4 980 (2022)                      | 210                | modifier les données · modifier les données |
| Ameugny                       | 71007      | CC du Clunisois          | 6,47             | 168 (2022)                        | 26                 | modifier les données · modifier les données |
| Bergesserin                   | 71030      | CC du Clunisois          | 7,22             | 196 (2022)                        | 27                 | modifier les données · modifier les données |
| Berzé-le-Châtel               | 71031      | CC du Clunisois          | 5,53             | 56 (2022)                         | 10                 | modifier les données · modifier les données |
| Bissy-sous-Uxelles            | 71036      | CC Entre Saône et Grosne | 3,10             | 68 (2022)                         | 22                 | modifier les données · modifier les données |
| Blanot                        | 71039      | CC du Clunisois          | 11,52            | 196 (2022)                        | 17                 | modifier les données · modifier les données |
| Bonnay-Saint-Ythaire          | 71042      | CC du Clunisois          | 21,29            | 443 (2022)                        | 21                 | modifier les données · modifier les données |
| Bray                          | 71057      | CC du Clunisois          | 9,89             | 128 (2022)                        | 13                 | modifier les données · modifier les données |
| Buffières                     | 71065      | CC du Clunisois          | 12,13            | 277 (2022)                        | 23                 | modifier les données · modifier les données |
| Burnand                       | 71067      | CC Sud Côte Chalonnaise  | 6,52             | 122 (2022)                        | 19                 | modifier les données · modifier les données |
| Burzy                         | 71068      | CC du Clunisois          | 5,31             | 58 (2022)                         | 11                 | modifier les données · modifier les données |
| Chapaize                      | 71087      | CC Entre Saône et Grosne | 13,76            | 166 (2022)                        | 12                 | modifier les données · modifier les données |
| Château                       | 71112      | CC du Clunisois          | 14,04            | 232 (2022)                        | 17                 | modifier les données · modifier les données |
| Chérizet                      | 71125      | CC du Clunisois          | 2,88             | 19 (2022)                         | 6,6                | modifier les données · modifier les données |
| Chevagny-sur-Guye             | 71127      | CC du Clunisois          | 6,29             | 51 (2022)                         | 8,1                | modifier les données · modifier les données |
| Chiddes                       | 71128      | CC du Clunisois          | 7,61             | 83 (2022)                         | 11                 | modifier les données · modifier les données |
| Chissey-lès-Mâcon             | 71130      | CC du Clunisois          | 15,28            | 230 (2022)                        | 15                 | modifier les données · modifier les données |
| Cormatin                      | 71145      | CC Entre Saône et Grosne | 9,17             | 569 (2022)                        | 62                 | modifier les données · modifier les données |
| Cortambert                    | 71146      | CC du Clunisois          | 16,02            | 271 (2022)                        | 17                 | modifier les données · modifier les données |
| Cortevaix                     | 71147      | CC du Clunisois          | 10,42            | 249 (2022)                        | 24                 | modifier les données · modifier les données |
| Curtil-sous-Buffières         | 71163      | CC du Clunisois          | 5,24             | 93 (2022)                         | 18                 | modifier les données · modifier les données |
| Curtil-sous-Burnand           | 71164      | CC Entre Saône et Grosne | 8,34             | 139 (2022)                        | 17                 | modifier les données · modifier les données |
| Donzy-le-Pertuis              | 71181      | CC du Clunisois          | 6,11             | 147 (2022)                        | 24                 | modifier les données · modifier les données |
| Flagy                         | 71199      | CC du Clunisois          | 8,38             | 173 (2022)                        | 21                 | modifier les données · modifier les données |
| La Guiche                     | 71231      | CC du Clunisois          | 27,77            | 598 (2022)                        | 22                 | modifier les données · modifier les données |
| Jalogny                       | 71240      | CC du Clunisois          | 10,15            | 398 (2022)                        | 39                 | modifier les données · modifier les données |
| Lournand                      | 71264      | CC du Clunisois          | 11,22            | 319 (2022)                        | 28                 | modifier les données · modifier les données |
| Malay                         | 71272      | CC Entre Saône et Grosne | 12,14            | 216 (2022)                        | 18                 | modifier les données · modifier les données |
| Massilly                      | 71287      | CC du Clunisois          | 5,44             | 308 (2022)                        | 57                 | modifier les données · modifier les données |
| Mazille                       | 71290      | CC du Clunisois          | 9,48             | 401 (2022)                        | 42                 | modifier les données · modifier les données |
| Passy                         | 71344      | CC du Clunisois          | 4,36             | 70 (2022)                         | 16                 | modifier les données · modifier les données |
| Pressy-sous-Dondin            | 71358      | CC du Clunisois          | 12,38            | 103 (2022)                        | 8,3                | modifier les données · modifier les données |
| Sailly                        | 71381      | CC du Clunisois          | 8,96             | 70 (2022)                         | 7,8                | modifier les données · modifier les données |
| Saint-André-le-Désert         | 71387      | CC du Clunisois          | 17,87            | 245 (2022)                        | 14                 | modifier les données · modifier les données |
| Saint-Clément-sur-Guye        | 71400      | CC du Clunisois          | 7,40             | 139 (2022)                        | 19                 | modifier les données · modifier les données |
| Saint-Gengoux-le-National     | 71417      | CC Sud Côte Chalonnaise  | 9,36             | 1 047 (2022)                      | 112                | modifier les données · modifier les données |
| Saint-Huruge                  | 71427      | CC du Clunisois          | 4,03             | 52 (2022)                         | 13                 | modifier les données · modifier les données |
| Saint-Marcelin-de-Cray        | 71446      | CC du Clunisois          | 13,58            | 196 (2022)                        | 14                 | modifier les données · modifier les données |
| Saint-Martin-de-Salencey      | 71452      | CC du Clunisois          | 15,78            | 114 (2022)                        | 7,2                | modifier les données · modifier les données |
| Saint-Vincent-des-Prés        | 71488      | CC du Clunisois          | 6,30             | 98 (2022)                         | 16                 | modifier les données · modifier les données |
| Sainte-Cécile                 | 71397      | CC du Clunisois          | 7,26             | 282 (2022)                        | 39                 | modifier les données · modifier les données |
| Salornay-sur-Guye             | 71495      | CC du Clunisois          | 11,02            | 869 (2022)                        | 79                 | modifier les données · modifier les données |
| Savigny-sur-Grosne            | 71507      | CC Entre Saône et Grosne | 6,52             | 170 (2022)                        | 26                 | modifier les données · modifier les données |
| Sigy-le-Châtel                | 71521      | CC du Clunisois          | 6,95             | 105 (2022)                        | 15                 | modifier les données · modifier les données |
| Sivignon                      | 71524      | CC du Clunisois          | 12,50            | 178 (2022)                        | 14                 | modifier les données · modifier les données |
| Taizé                         | 71532      | CC du Clunisois          | 3,16             | 196 (2022)                        | 62                 | modifier les données · modifier les données |
| Vaux-en-Pré                   | 71563      | CC Sud Côte Chalonnaise  | 4,39             | 77 (2022)                         | 18                 | modifier les données · modifier les données |
| La Vineuse sur Fregande       | 71582      | CC du Clunisois          | 35,81            | 653 (2022)                        | 18                 | modifier les données · modifier les données |
| Canton de Cluny               | 7111       |                          | 500,06           | 16 018 (2022)                     | 32                 | modifier les données                        |

## Démographie

### Démographie avant 2015
| 1962  | 1968  | 1975  | 1982  | 1990  | 1999  | 2006  | 2011   | 2012   |
| ----- | ----- | ----- | ----- | ----- | ----- | ----- | ------ | ------ |
| 9 117 | 8 894 | 9 327 | 9 347 | 9 182 | 9 281 | 9 743 | 10 056 | 10 051 |

### Démographie depuis 2015
En 2022, le canton comptait 16 018 habitants, en évolution de +1,49 % par rapport à 2016 (Saône-et-Loire : −1,06 %, France hors Mayotte : +2,11 %).
| 2013   | 2018   | 2022   |
| ------ | ------ | ------ |
| 15 720 | 15 877 | 16 018 |